# 柳町功
柳町 功（やなぎまち いさお、1961年 - ）は、日本の経営学者。慶應義塾大学総合政策学部教授。専門は、現代韓国論、東アジア経営史・財閥史。

## 略歴
栃木県宇都宮市出身。
千葉県立船橋高等学校、1984年慶應義塾大学商学部卒業。1986年同大学院商学研究科修士課程修了。1990年同博士課程単位取得退学。在学中延世大学校に2年間留学。2008年慶大より博士（商学）の学位を取得。
1994年名古屋商科大学商学部助教授。慶大総合政策学部助教授を経て、現職。
カリフォルニア大学ロサンゼルス校客室研究員、延世大学校客員教授、アジア経営学会常任理事等を歴任。

## 著書

### 共著
- （板谷茂, 田巻松雄, 中嶋航一, 李健泳）『アジア発展のダイナミックス』 (勁草書房, 1994年)
- （板谷茂, 中嶋航一, 本田実信, 柳太洙）『アジア発展のエートス』 (勁草書房, 1995年)
- （板谷茂, 木村光彦, 平野健一郎, 朴一, 中嶋航一）『アジア発展のカオス』 (勁草書房, 1997年)